# Centrumpark

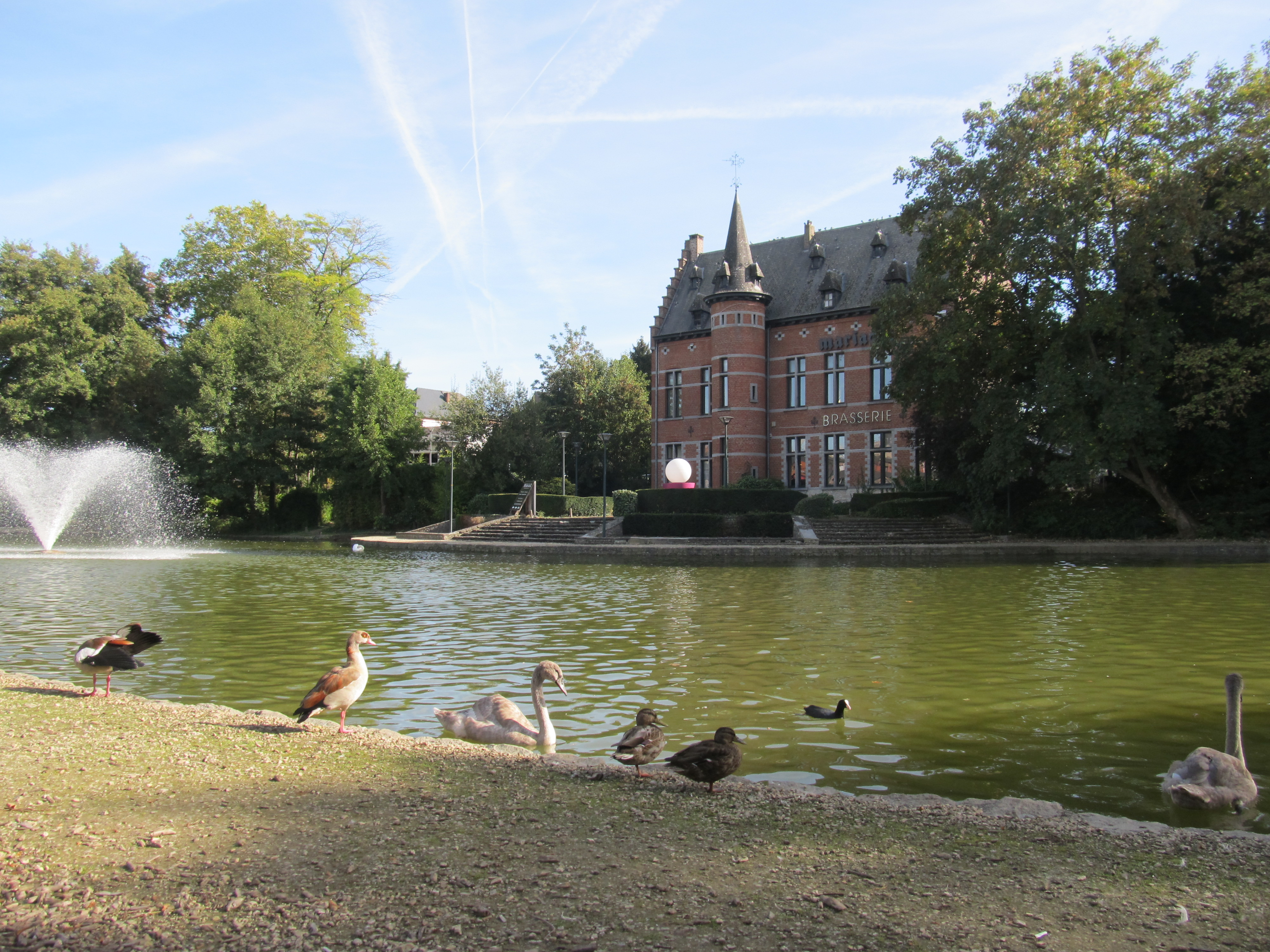
Centrumpark met Kasteel Mariadal

Het Centrumpark of Gemeentelijk park is een park in de Vlaams-Brabantse plaats Zaventem, gelegen nabij de Hector Hanneaulaam.
Dit park ontstond in 1937-1938 toen de domeinen van Kasteel Mariadal en Kasteel Ter Meeren door eigenaar Paul Gonze werden verkocht aan de gemeente.
In het domein kwamen voorzieningen zoals een zwembad, terwijl Kasteel Mariadal van 1937-1947 een middelbare school bevatte, in 1988 een cultureel ontmoetingscentrum werd en later een brasserie ging huisvesten.
In 1962 werd het pinetum Esperanze aangelegd waarin zich een verzameling exotische naaldbomen bevond.
In 2001 vond een herstructurering plaats wat tot nogal wat verstening van oevers en paden leidde.